# Ephelictis
Ephelictis is een geslacht van vlinders van de familie tastermotten (Gelechiidae).

## Soorten
- E. megalarthra Meyrick, 1904
- E. neochalca Meyrick, 1904